# María Lanuit
María Lanuit es una serie de historietas del autor español Alfredo Pons, publicada en la revista El Víbora en 1980 y 1981.

## Trayectoria editorial y argumento
María Lanuit, la protagonista, es una actriz erótica y ocasional prostituta, rubia y explosiva, que trabaja en Tabú, un cabaret de Las Ramblas de Barcelona. Se mueve en un ambiente duro, lleno de violencia y drogas.
Desde su primera aparición en 1980 en el almanaque extra de Navidad de El Víbora, protagonizó las siguientes historietas:
| Núm. | Título             | Páginas | Publicación     | Fecha |
| --- | ------------------ | ------- | --------------- | ----- |
| 1 | «Affaire Virus 13» | 5       | El Víbora 13-14 | 1980  |
| Tema: Un cliente habitual de María es asesinado mientras pasa la noche con ella. Se trata de un biólogo, que llevaba a cabo una importante investigación. |                    |         |                 |       |
| 2 | «Rito sangriento»  | 8       | El Víbora 17    | 1981  |
| Tema: María es sometida a un ritual satánico. |                    |         |                 |       |
| 3 | —                  | 4       | —               | 1981  |
| Tema: María Lanuit se ve inmersa en un juego sexual a punta de pistola.                                                                                   |                    |         |                 |       |
| 4 | —                  | 1       | —               | —     |
| Tema: Breve descripción de la rutina laboral de la protagonista.                                                                                          |                    |         |                 |       |

Todas ellas fueron recopiladas en álbum por Ediciones La Cúpula en 1984, junto a otras historietas breves del autor.